# Alexander Mackendrick
Alexander Mackendrick (* 8. September 1912 in Boston, Massachusetts; † 22. Dezember 1993 in Los Angeles, Kalifornien) war ein US-amerikanischer Regisseur. Zu seinen bekanntesten Filmen zählen Der Mann im weißen Anzug (1951), Ladykillers (1955) und Dein Schicksal in meiner Hand (1957).

## Leben und Werk
Alexander Mackendrick wurde in den Vereinigten Staaten geboren, zog aber in jungen Jahren mit seinen schottischen Eltern nach Schottland. Dort studierte er an der Glasgow School of Art. Nachdem er seine Ausbildung abgeschlossen hatte, begann er zunächst als Werbegrafiker zu arbeiten, und seine ersten Arbeiten waren animierte Werbefilme. Doch schon bald stellte er fest, dass er gerne Spielfilme drehen würde. In den 1940er Jahren begann er, etliche Dokumentationen und Drehbücher zu produzieren.
Sein erster Spielfilm war 1948 Freut euch des Lebens, dem folgten die Filme Der Mann im weißen Anzug (1951), Mandy (1952), Oller Kahn mit Größenwahn (1953) und Ladykillers (1955). Mehrere dieser Filme gehören zum Bestand der zu Klassikern gewordenen Komödien der Ealing Studios.
Sein erster Hollywood-Film war 1957 das Filmdrama Dein Schicksal in meiner Hand mit Burt Lancaster und Tony Curtis. Doch erwies sich dieser Film in kommerzieller Hinsicht als Misserfolg, wenngleich er bei Kritikern bis heute Anerkennung findet. Auch die weiteren Arbeiten Mackendricks konnten nicht an die Publikumserfolge seiner britischen Filme anknüpfen. Nach diesen Misserfolgen wurde ihm ein akademischer Posten in der Filmabteilung des California Institute of the Arts angeboten, den er bis zu seinem Tod innehatte.

## Filmografie

### Drehbuch
- 1948: Königsliebe (Saraband for Dead Lovers) – Regie: Basil Dearden

### Regie

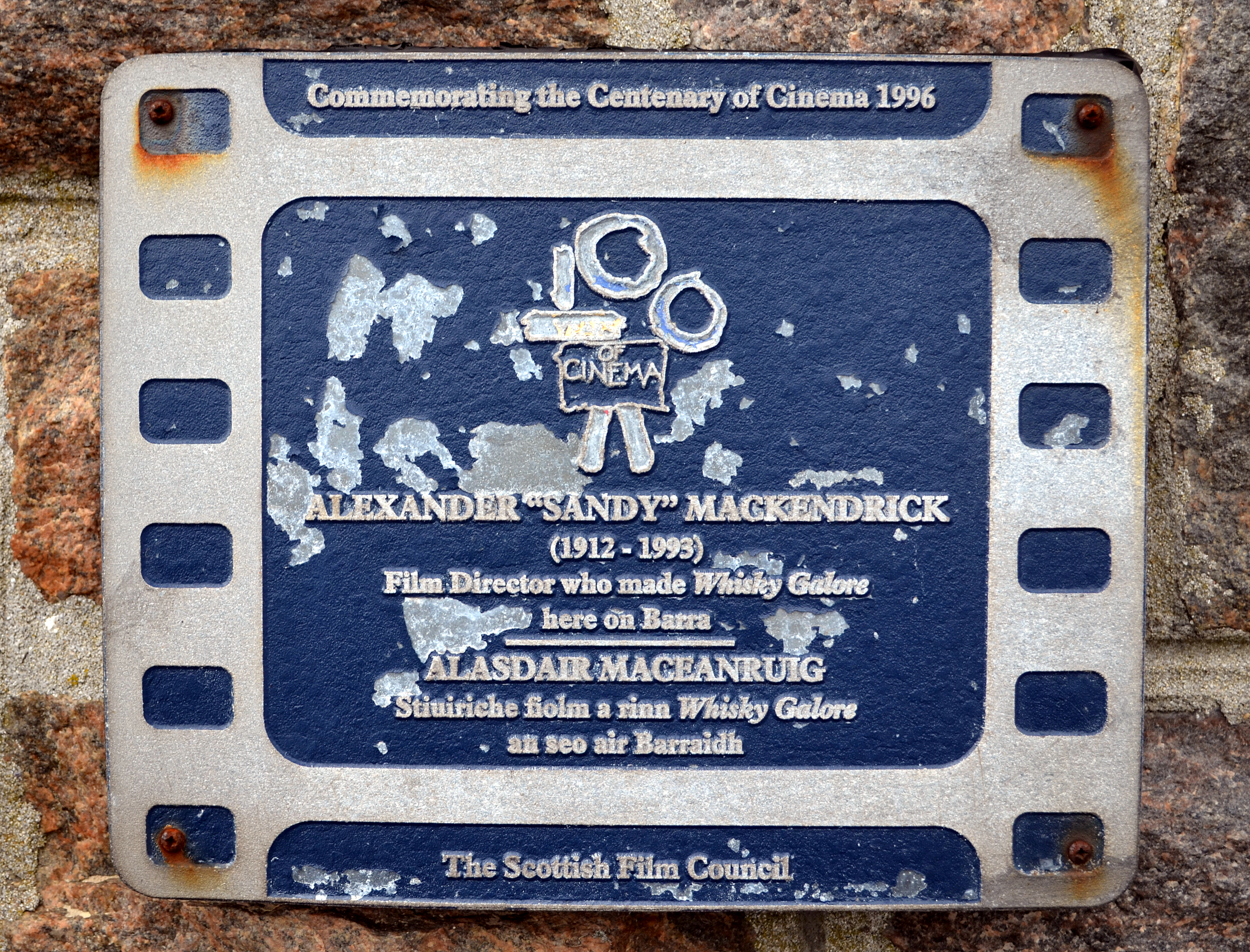
Castlebay auf der Insel Barra, Äußere Hebriden: Gedenkplakette des Scottish Film Council von 1996 für Regisseur Alexander „Sandy“ Mackendrick, der hier 1949 den Film Whisky Galore! drehte. Die Plakette ist zweisprachig in Englisch und Gälisch.

- 1949: Freut euch des Lebens (Whisky Galore!)
- 1951: Der Mann im weißen Anzug (The Man in the White Suit)
- 1952: Mandy
- 1954: Oller Kahn mit Größenwahn (The Maggie)
- 1955: Ladykillers (The Ladykillers)
- 1957: Dein Schicksal in meiner Hand (Sweet Smell of Success)
- 1962: Mein Freund, der Diamanten-Joe (UK: Sammy Going South / USA: A Boy Ten Feet Tall)
- 1964: Sturm über Jamaika (A High Wind in Jamaica)
- 1966: Die nackten Tatsachen (Don’t Make Waves)
- 1967: O Vater, armer Vater, Mutter hängt dich in den Schrank und ich bin ganz krank (Oh Dad, Poor Dad, Mamma's Hung You in the Closet and I'm Feelin' So Sad) (Nachgedrehte Szenen)

## Auszeichnungen
- 1952: Filmfestspiele von Venedig, Spezialpreis der Jury für Mandy
- 1953: Oscarnominierung (Bestes adaptiertes Drehbuch) für Der Mann im weißen Anzug